# Аруа
Аруа е град в северозападната част на Уганда. Столица е на едноименната област и се намира близо до границата с Демократична република Конго. Аруа е един от важните транспортни и комуникационни центрове в тази част на страната, там са базирани няколко международни неправителствени организации, занимаващи се с хуманитарните кризи в Судан и ДР Конго. Годишното валежно количество на територията на града и околностите е около 1400 mm.